# La casa del sorriso
La casa del sorriso és una pel·lícula italiana del 1991 dirigida per Marco Ferreri. Representa un romanç entre un ancià i una anciana en una residència geriàtrica.

## Argument
L'Adelina i l'Andrea són dues persones grans que ja no són autosuficients, ambdues allotjades en una residència geriàtrica de la Romanya. L'Adelina hi va arribar perquè la seva nora, després de la mort del seu marit, ja no tenia temps de cuidar-la. Andrea, conegut com "el mestre" per la seva passió per la guitarra, també veu la seva exdona hongaresa allotjada al mateix edifici.
A mesura que passa el temps i augmenta la passió entre els dos, la seva relació es torna cada cop més incòmoda i mal vista per la resta de residents i el personal de la residència d'avis.

## Repartiment
- Ingrid Thulin: Adelina
- Dado Ruspoli: Andrea
- Enzo Cannavale: advocat
- Maria Mercader: Elvira
- Lucia Vasini: Giovanna
- Caterina Casini:: Doctora Peri
- Lucio Caizzi: infermera
- Pino Tosca: dentista
- Francesca Antonelli: Rosy
- Elisabeth Kaza: Esmeralda

## Premis
La pel·lícula va guanyar l'Ós d'Or al 41è Festival Internacional de Cinema de Berlín.
- 1991 - David di Donatello
  - Nominació Millor pel·lícula
  - Candidatura Millor guió a Liliane Betti, Marco Ferreri i Antonino Marino
  - Nominació Millor actriu a Ingrid Thulin
  - Nominació Millor actor secundari a Enzo Cannavale
- 1992 - Nastro d'argento
  - Candidat Millor director de pel·lícula a Marco Ferreri
  - Nominació Millor actriu secundària a Maria Mercader